# Neuer Elbtunnel

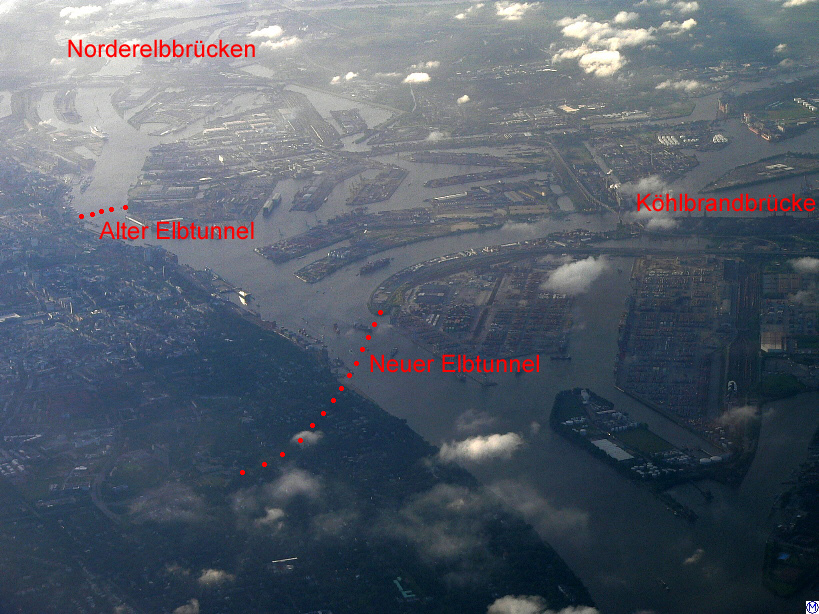
Luftbild von Hamburg (Blick nach Südost)

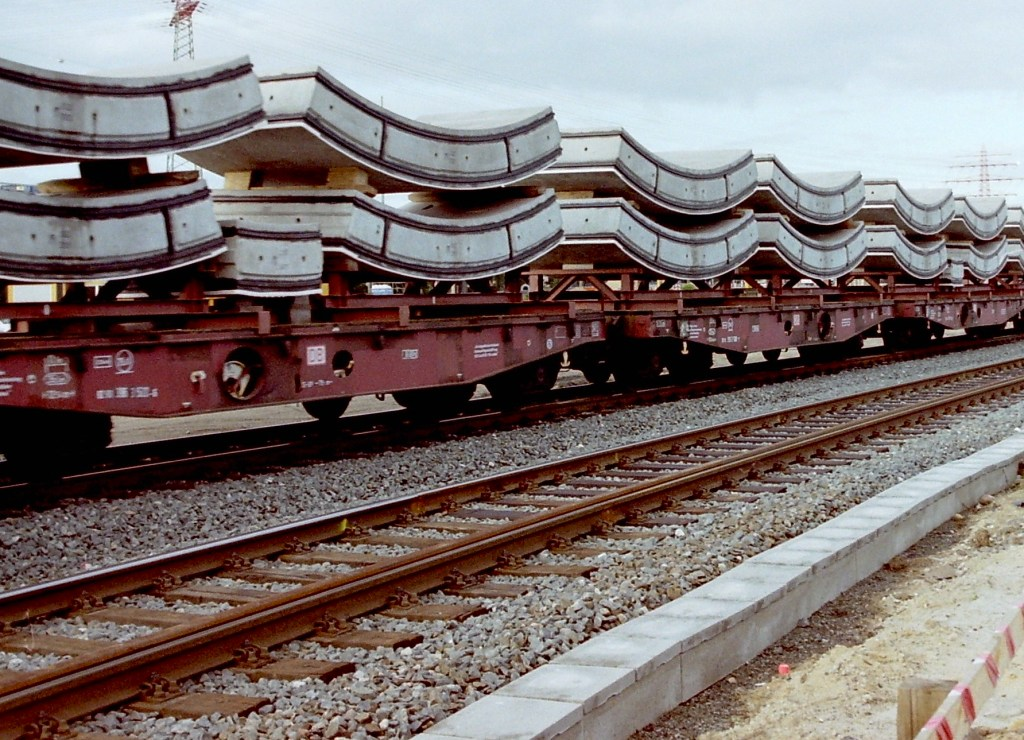
Tübbings zum Bau der vierten Röhre des Neuen Elbtunnels

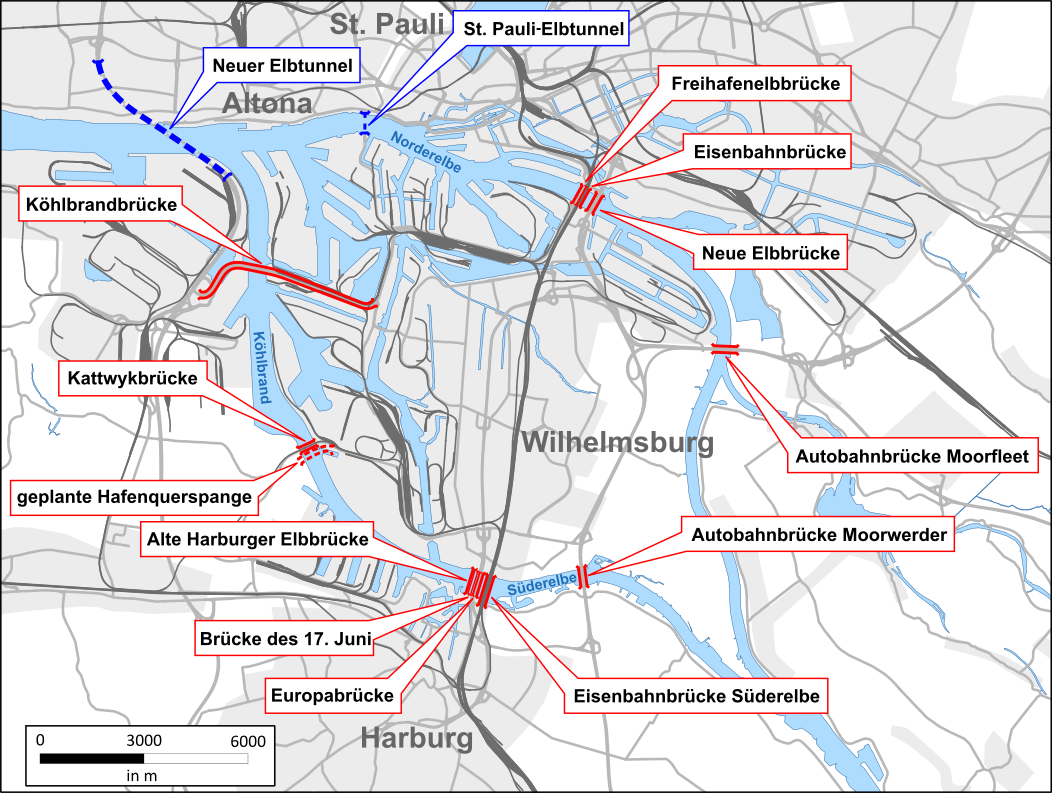
Übersicht der Hamburger Elbquerungen

Der Neue Elbtunnel ist ein Autobahntunnel in Hamburg, der die Elbe im Hafengebiet in Nord-Süd-Richtung kreuzt. Der Tunnel führt die Bundesautobahn 7 auf bis zu acht Fahrstreifen in vier Tunnelröhren und nimmt eine Schlüsselfunktion im internationalen Reise- und Güterverkehr ein. Der Tunnel ist einer der längsten vierröhrigen Unterwasserstraßentunnel weltweit und der fünftlängste Straßentunnel in Deutschland.
Erste Planungen einer „Elbhochbrücke“ im Reichsautobahn-Bau gehen auf die Jahre 1934–1937 zurück. Als Vorbild diente die damals längste Hängebrücke, die George Washington Bridge in den USA. Nach dem Zweiten Weltkrieg wurde die Autobahn-Trassenplanung im Westteil Hamburgs weitgehend übernommen, jedoch die Elbe stattdessen untertunnelt. Der in der Nähe liegende Alte Elbtunnel von 1911 dient nur dem innerstädtischen Verkehr.

## Ursprünglicher Ausbau
Der Bau des Tunnels begann 1968 und am 10. Januar 1975 wurde die neue Elbunterquerung von Bundeskanzler Helmut Schmidt mit einem Volksfest eröffnet, an dem 600.000 Menschen teilnahmen. Bei einer Gesamtlänge von 3.325 m liegen 1.056 m unter dem Flussbett und 2.813 m sind geschlossene Tunnelstrecke. Mit dem Bau der vierten Tunnelröhre wurden die 160 m der nördlichen Rasterstrecke völlig überdeckt. Bei mittlerem Tidehochwasser befindet er sich 28 m unter der Wasseroberfläche. Im Strombereich wurde der Tunnel mit acht Tunnelelementen mit einem Gewicht von jeweils 46.000 t hergestellt. Die Elemente, je 132 m lang, 41,7 m breit und 8,4 m hoch, wurden in Stahlbeton im zu diesem Zweck abgedämmten und leergepumpten Maakenwerder Hafen vorgefertigt. Nach dem Fluten des Hafenbeckens wurden die Tunnelelemente in ihre endgültige Lage eingeschwommen und in eine zuvor ausgebaggerte Rinne abgesenkt. Unter dem Elbhang wurde über eine Länge von 1.113 m im Schildvortrieb mit Druckluft gebaut. Der Tunnelröhrenaußendurchmesser beträgt 10,8 m; der Ausbau wurde mit Tübbings aus Stahlbeton durchgeführt.
Der Tunnel verfügte zunächst über drei Röhren mit insgesamt sechs Fahrstreifen, die über dynamische Verkehrsbeeinflussungsanlagen einzeln gesperrt werden können. Die Tunnelröhren können entsprechend der Verkehrssituation für eine oder für beide Fahrtrichtungen freigegeben werden. Überwacht wird der Elbtunnel durch eine rund um die Uhr besetzte Tunnelbetriebszentrale über dem Nordportal. Diese hat nicht nur die Möglichkeit, die Verkehrsteilnehmer über zahlreiche Kameras zu beobachten und mit Lichtzeichenanlagen zu steuern, sondern kann sie auch direkt ansprechen.

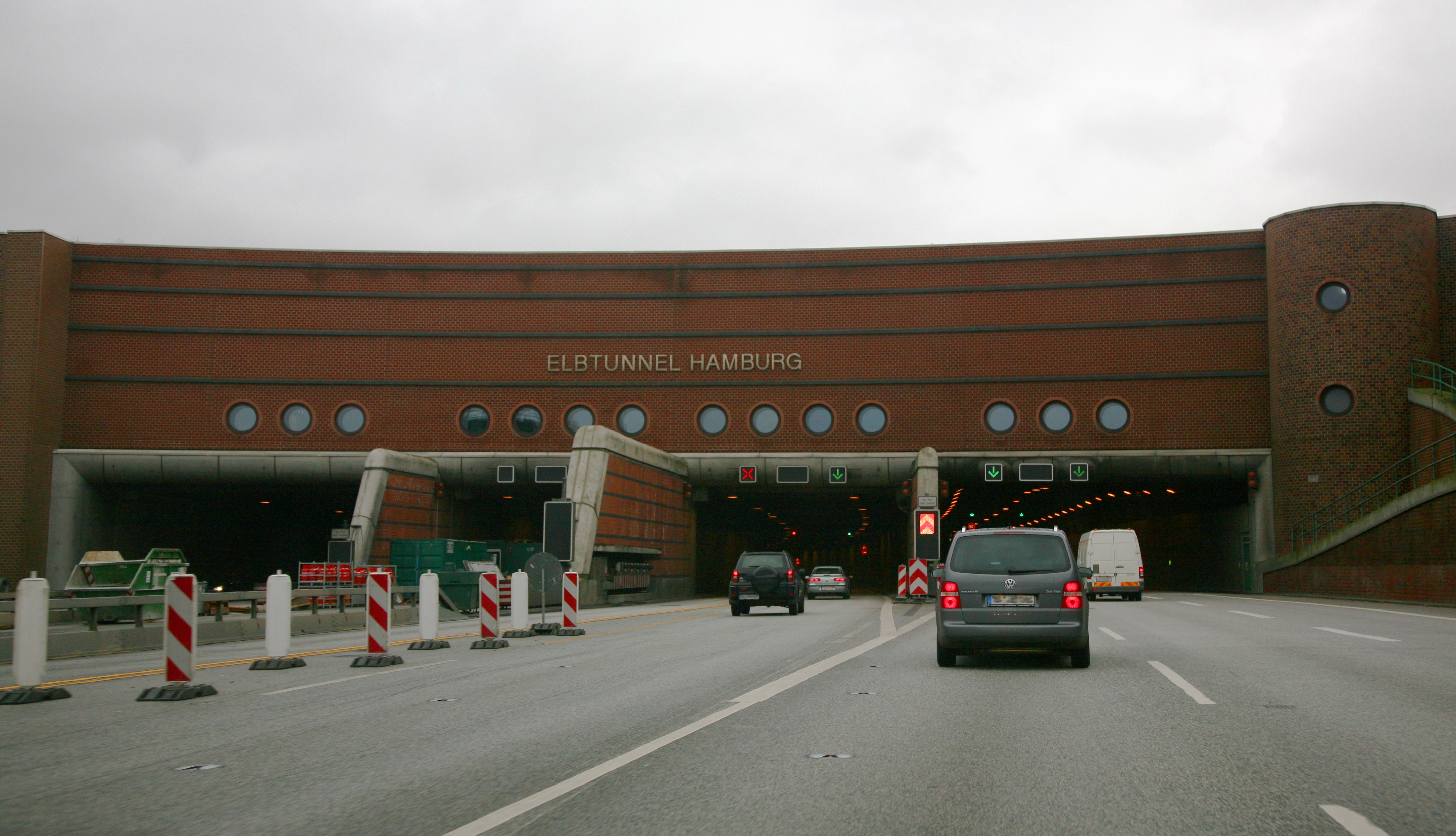
Nordportal des Elbtunnels
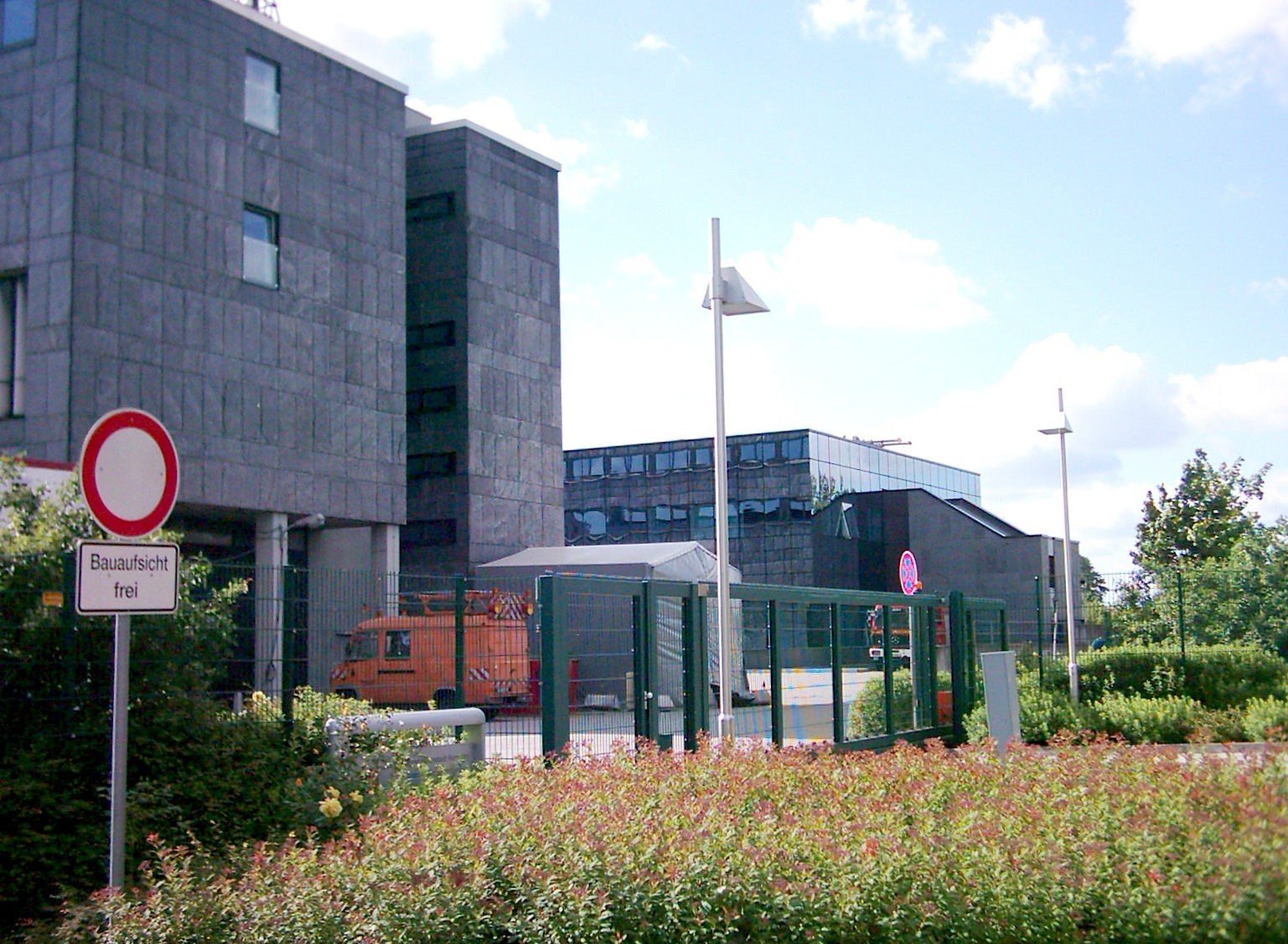
Der Tunnelbetrieb in Othmarschen
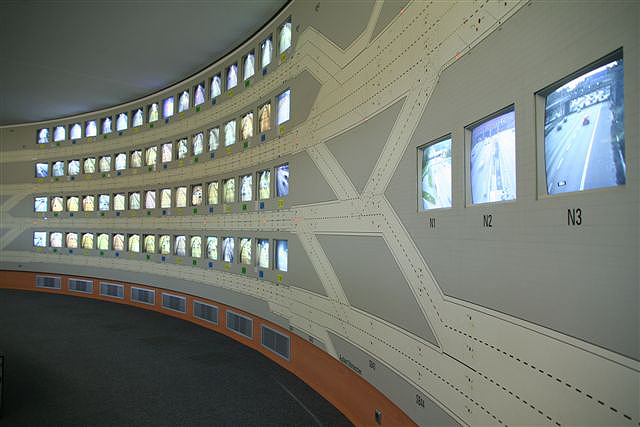
Monitorwand in der Tunnelbetriebszentrale
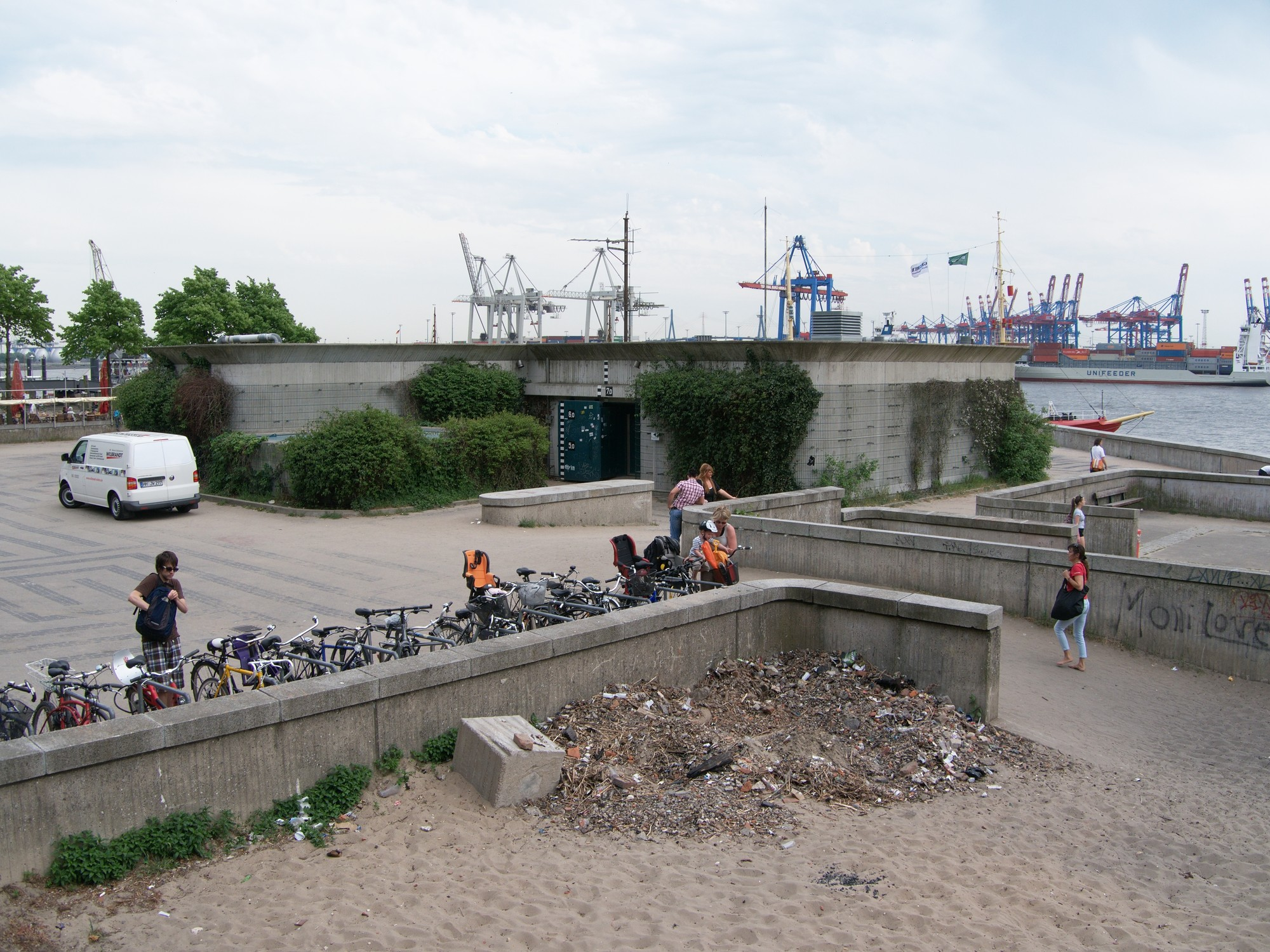
Lüfterbauwerk Mitte (Architekt: Godber Nissen)
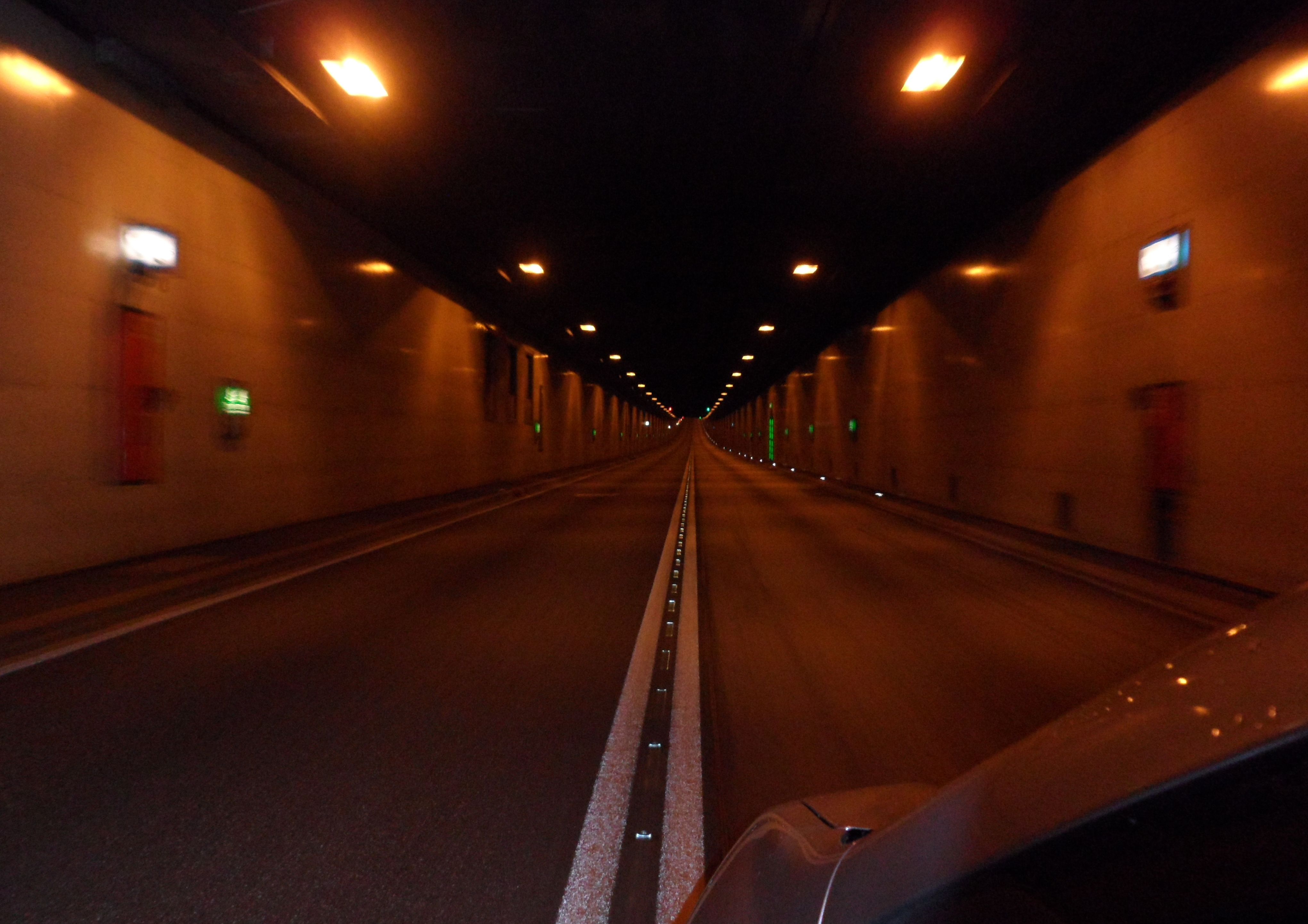
Blick Richtung Süden in der zweiten Röhre, ohne Verkehr
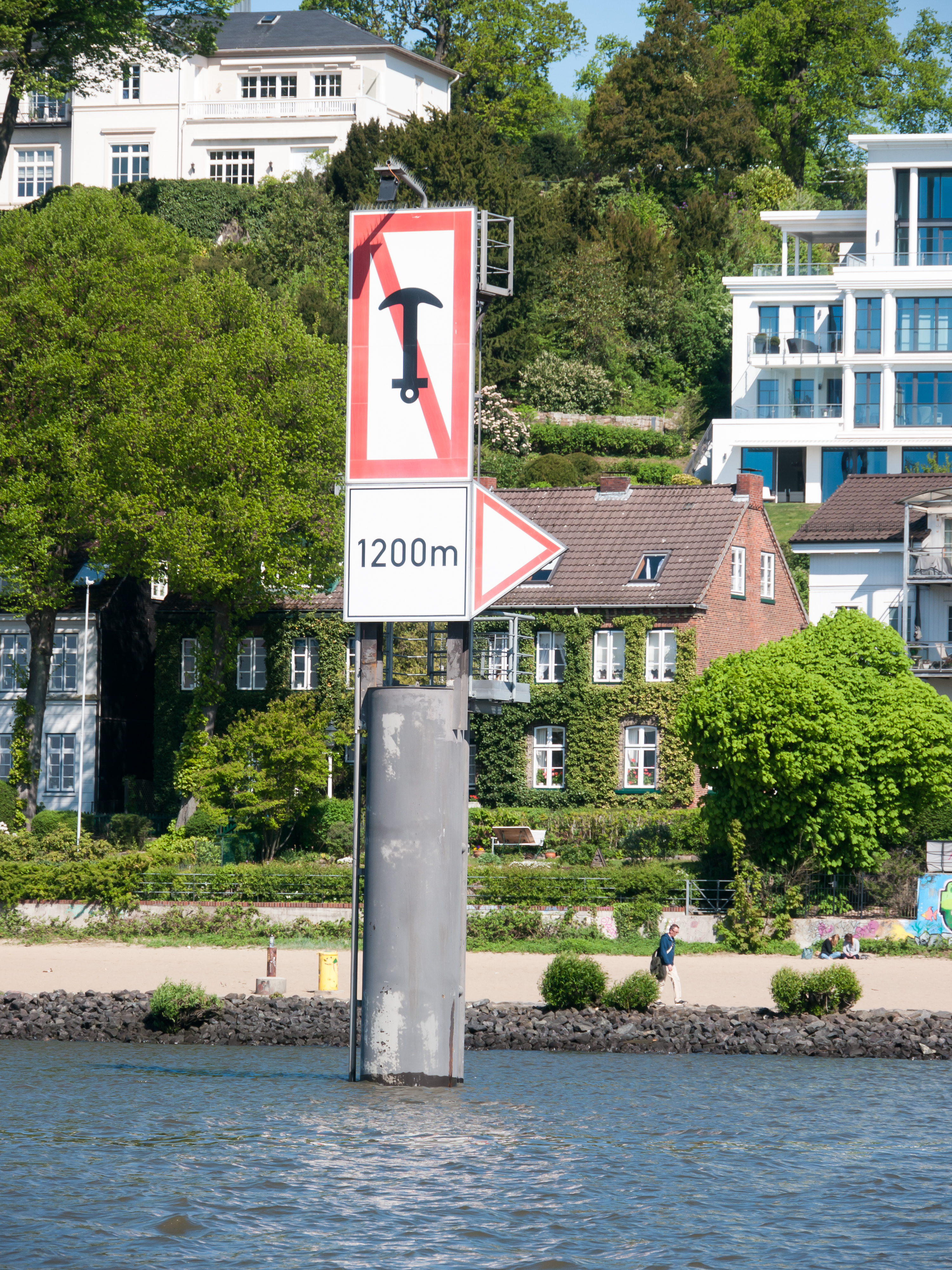
Ankerverbotszeichen in der Elbe zum Schutz der Tunneldecke

## Erweiterung – vierte Röhre

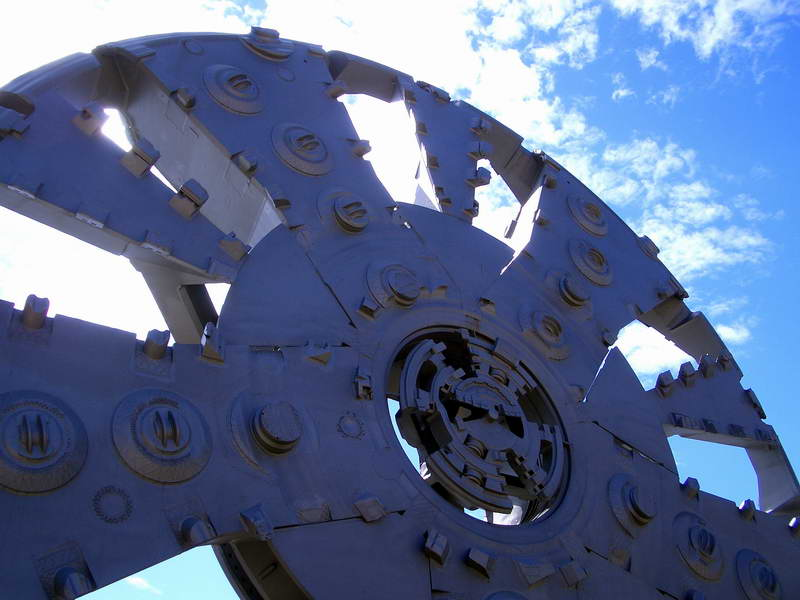
Schneidrad TRUDE

Da tagtägliche Staus insbesondere im Reiseverkehr mehr und mehr zur Regel wurden, gab es schon länger Forderungen, den Tunnel auszubauen. Die GAL lehnte bei ihren Koalitionsverhandlungen 1993 mit der Hamburger SPD den weiteren Ausbau des Elbtunnels allerdings ab. Bürgermeister Henning Voscherau (SPD) fand jedoch in der neu gegründeten Wählervereinigung STATT Partei die notwendige Unterstützung des Ausbauvorhabens, das zugleich auch von der CDU gefordert worden war. Die Kooperationsvereinbarung zwischen SPD und STATT Partei vom 14. Dezember 1993 enthielt daher den Passus: „Mit dem Bau der vierten Elbtunnelröhre wird unverzüglich begonnen.“
Mit der Erweiterung des Tunnels um eine vierte Röhre westlich der drei älteren wurde 1995 begonnen, wobei der eigentliche Tunnelbau erst im Oktober 1997 gestartet wurde. Am 27. Oktober 2002 wurde die 3096 Meter lange Röhre eröffnet, die über die gesamte Länge mit einer Schildvortriebsmaschine mit flüssigkeitsgestützter Ortsbrust gebaut wurde. Der Bau erfolgte bei einer Bodenüberdeckung von 7 m bis 13 m. Die Stützung der Hohlraumwandung erfolgt durch 70 cm dicke Stahlbetontübbinge. Die Tunnelbohrmaschine TRUDE – Tief Runter Unter Die Elbe – hatte einen Außendurchmesser von 14,20 m. Das Schneidrad ist in Barmbek im Museum der Arbeit ausgestellt. Die Kosten für die vierte Röhre beliefen sich auf rund 550 Millionen Euro.

## Technische Ausstattung

### Höhenkontrolle

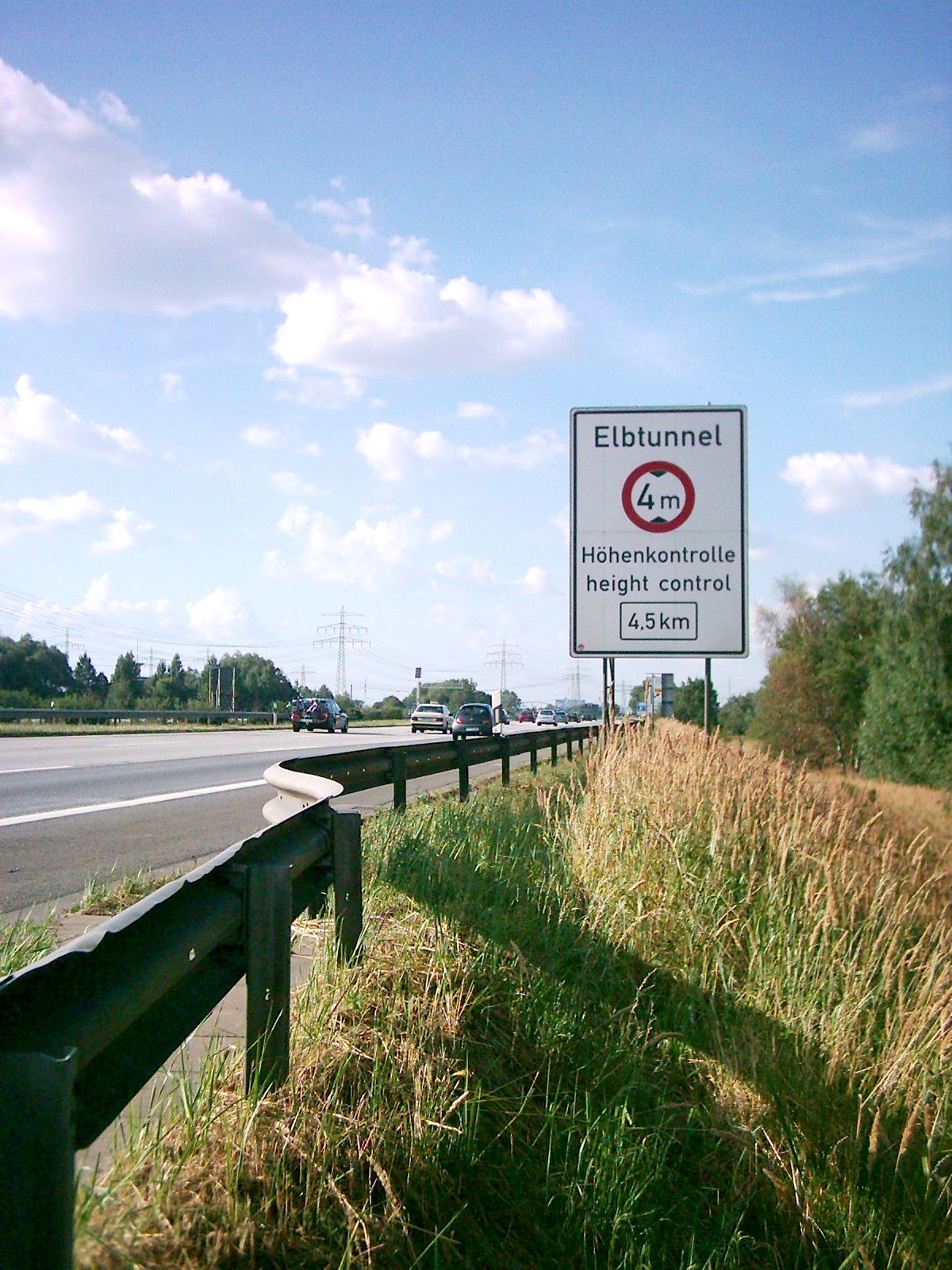
Hinweisschild Höhenkontrolle

Der Elbtunnel verfügt über eine automatische Höhenmessanlage an den Zufahrten, die den Tunnel in der jeweiligen Fahrtrichtung sperrt, sobald sich ein Fahrzeug mit einer Höhe von über vier Metern nähert. Auf diese Weise kann sichergestellt werden, dass der Tunnel nicht durch zu hohe Lkw beschädigt wird.

### Notfalleinrichtungen
- Notrufeinrichtungen
- Fluchtwege
- Zu- und Abluft
- Durchsageanlage[6]

### Sanierung und Nachrüstung
Im Rahmen des – nach mehreren schweren Unfällen mit Bränden in europäischen Tunneln – beschlossenen sicherheitstechnischen Nachrüstprogramms für Straßentunnel wurde in den älteren drei Tunnelröhren von Oktober 2003 bis März 2007 zunächst eine Asbestsanierung und dann von Januar 2009 bis Anfang Februar 2013 die eigentliche Nachrüstung durchgeführt. Dabei wurden drei zusätzliche Fluchttunnel und eine Rauchabsaugung erstellt sowie der Brandschutz verbessert und Brandnotbeleuchtung, Fluchtwegkennzeichnung, Notrufnischen und Lautsprecheranlage erneuert. Ab Februar 2013 waren erstmals nach vier Jahren wieder alle vier Röhren für den Verkehr freigegeben.

## Autobahnbetrieb
Jede Röhre hat zwei Fahrstreifen, die mit Ausnahme der vierten Röhre über keine Seitenstreifen verfügen. Die zulässige Höchstgeschwindigkeit beträgt 80 km/h. Eine Höchstgeschwindigkeit von 100 km/h wäre gemäß RABT 2006 (Richtlinien für Ausstattung und Betrieb von Tunneln) bei Richtungsbetrieb zulässig.

### Verkehrsdichte
Die Verkehrsdichte im Elbtunnel wird durch Verkehrszählung zwischen Othmarschen und Waltershof regelmäßig ermittelt. An Werktagen mit ca. 120.000 Kfz/d beträgt der Schwerlastverkehr bis zu ca. 19 %. Die (theoretische) Kapazität von vier Tunnelröhren lässt sich zu 14.000 Kfz/h (acht Fahrstreifen, 80 km/h; vorgeschriebener Sicherheitsabstand) berechnen. Unter Berücksichtigung der Spitzen zu Hauptverkehrszeiten dürften in den Zeiten 7–8 und 17–18 Uhr ca. 15.000 Kfz/h die Elbe unterqueren. Dies erfordert bei acht Fahrstreifen ein ausgeklügeltes Fahrstreifen-Management.
| Datum    | Mio. Kfz pro Woche                | Pkw/d w | Lkw/d w | Auslegung für   |
| -------- | --------------------------------- | ------- | ------- | --------------- |
| Jan 1975 | Einweihung drei Tunnelröhren 0,39 | –       | –       | 60–70.000 Kfz/d |
| 1976     | 0,45                              | k. A.   | k. A.   |                 |
| 1985     | 0,57                              | 074.000 | 12.000  |                 |
| 1992     | 0,72                              | k. A.   | k. A.   |                 |
| 1995     | 0,78                              | 98.300  | 18.700  |                 |
| Okt 2002 | Einweihung vierte Tunnelröhre     | –       | –       | 85–95.000 Kfz/d |
| 2004 b   | 0,81                              | 102.200 | 19.800  |                 |
| 2005 b   | 0,80                              | 101.100 | 19.900  |                 |
| 2006     | 0,80                              | 102.200 | 19.800  |                 |
| 2007     | 0,82                              | 102.700 | 22.300  |                 |
| 2008     | 0,81                              | 101.900 | 21.100  |                 |
| 2009     | 0,78                              | 097.600 | 22.400  |                 |

| Datum  | Mio. Kfz pro Woche | Pkw/d w | Lkw/d w | Auslegung für |
| ------ | ------------------ | ------- | ------- | ------------- |
| 2010   | 0,78               | 096.800 | 22.200  |               |
| 2011   | 0,78               | 097.200 | 22.800  |               |
| 2012   | 0,77               | 096.800 | 21.200  |               |
| 2013   | 0,81               | 103.300 | 19.700  |               |
| 2014 b | 0,75               | 093.800 | 19.200  |               |
| 2015 b | 0,81               | 101.300 | 20.700  |               |
| 2016 b | 0,82               | 104.200 | 19.800  |               |
| 2017 b | 0,81               | 102.100 | 20.900  |               |
| 2018 b | 0,82               | 101.700 | 22.300  |               |
| 2019 b | 0,78               | 098.800 | 20.200  |               |
| 2020 b | 0,73               | 093.000 | 19.000  |               |
| 2021   | 0,70               | 093.700 | 15.300  |               |

### Staugründe
Seit seiner Fertigstellung hat der Elbtunnel einen Stammplatz im Verkehrsfunk der regionalen Radioprogramme. Bald wurde er als das Nadelöhr des Nordens benannt. Die Hauptursache hierfür ist der stark angewachsene Autoverkehr, der täglich den ursprünglich für 65.000 Autos dimensionierten Tunnel benutzt. Die punktuelle Häufung der Staus direkt am Tunnel lässt sich damit aber nicht allein erklären, da die optimale Auslastung einer Straße bei Tempo 80 gegeben ist und somit die theoretische Kapazität des Elbtunnels größer ist als die der den Verkehr zuführenden Autobahn. Allerdings führen z. B. liegengebliebene Fahrzeuge in Tunneln durch die Blockierung eines Fahrstreifens zwangsläufig zu größeren Verkehrsbehinderungen, als dies in Bereichen der freien Strecke (mit Standstreifen oder Pannenbuchten) der Fall wäre. Die neue vierte Elbtunnelröhre verfügt deswegen im Gegensatz zu den drei alten Elbtunnelröhren über einen separaten Standstreifen.
Da die Innenverkleidung der drei älteren Elbtunnelröhren aus Kacheln besteht, werden im Volksmund zu langsam fahrende Verkehrsteilnehmer von den Hamburgern gern Kachel- oder Fliesenzähler genannt. Wurde ein zu langsam fahrendes Fahrzeug vom Überwachungspersonal erkannt, wurde über die Tunnellautsprecheranlage der Bandtext „Achtung Achtung, hier spricht die Polizei. Bitte fahren Sie zügig, Sie behindern den nachfolgenden Verkehr!“ abgespielt.

### Röhrensperrungen
Neben länger im Voraus geplanten, regelmäßigen Sperrungen, die der Kontrolle und Wartung des Bauwerks dienen, gibt es auch immer wieder Sondersperrungen aus
unterschiedlichen Anlässen, ggf. auch ohne Vorwarnzeiten:
- Punktuell auftretende Fahrbahnschäden[14] und kurzzeitige Lüftungsstörungen[15] verursachten kurzzeitige Sperrungen einer Tunnelröhre und Verkehrsbehinderungen.

- Am 6. November 2012 führte der Probebetrieb einer Rauchabzugsanlage zur Selbstzerstörung des Abluftkanals, weshalb eine Tunnelröhre für längere Zeit für Bauarbeiten gesperrt blieb.[16]

- Am 20. November 2012 versagte die Höhenkontrolle. Ein Kran auf einem Tieflader demolierte Richtungswegweiser und die Deckenverkleidung auf der ganzen Länge einer Tunnelröhre. Dies hatte eine mehrstündige Sperrung mit einer einhergehenden Behinderung des Verkehrs zur Folge.[17]

## Ausbau und Überdeckelung der A7
Die Bundesautobahn A 7 wird im Bereich des Tunnels von sechs auf acht Fahrstreifen ausgebaut, um dem weiter steigenden Verkehrsaufkommen Rechnung zu tragen. Damit wurden nördlich des Tunnels nach Bundes-Immissionsschutzgesetz Lärmschutzmaßnahmen erforderlich, die in Form einer Überdeckelung auf drei getrennten Abschnitten erreicht werden.
Der Altonaer Deckel mit 2230 m Länge und 42 m Breite wird nicht vollständig an den Elbtunnel heranreichen. Die Schließung der Lücke von etwa 500 m ist auf Basis der Lärmschutzvorgaben nicht zwingend notwendig und zöge einen erhöhten Aufwand für Bau und Sicherheit nach sich.

## Trivia
- Der Schauspieler und Komiker Mike Krüger wurde während seiner Ausbildung zum Betonbauer beim Bau der ersten drei Tunnelröhren eingesetzt.[20]
- Im April 1989 wurden über den südlichen Tunneleinfahrten Panzersperren eingebaut. Die aus Beton gegossenen sogenannten Fallkörper wären im Verteidigungsfall aus ihren Halterungen gesprengt worden und mit ihren 107 Tonnen Gewicht von den Fahrbahnen kaum zu beseitigen gewesen. Sie wurden im Jahr 2000 im Zuge der Arbeiten an der vierten Röhre entfernt.[21]

## Film
- Unsere Geschichte – Der Elbtunnel: Pionierwerk und Staufalle. Hubertus Meyer-Burckhardt über das Nadelöhr des Nordens. NDR Fernsehen, Donnerstag, 20. Juli 2023, 20:15 bis 21:45 Uhr (89 Min.)